# Jimmy Jacobs
Chris Scoville (17 de febrero de 1984) es un luchador profesional estadounidense, más conocido como Jimmy Jacobs, su nombre de en el ring. Es conocido por su paso en Ring of Honor (ROH), donde fue cuatro veces Campeón Mundial en Parejas. Trabajó para la WWE (donde fue escritor y guionista).

## Carrera
Scobille participó por primera vez en la industria de la lucha en junio de 1998 como asistente general de Pro Wrestling Worldwide (PWW), una promoción con base en Grand Rapids, Míchigan, donde su hermano, Nick, estaba trabajando. Scobille pasó nueve meses de realizar varias tareas, incluyendo la provisión de comentario del color y de actuar como el webmaster de la empresa. Después de PWW, Scobille comenzó a trabajar para la Lakeshore Wrestling Organization (LsWO), e hizo de árbitro el 6 de marzo de 1999, en sustitución de un árbitro que estaba de vacaciones. Comenzó a entrenar como luchador bajo la enseñanza del veterano Joe "El Tejano" Ortega, un exalumno de Jose Lothario y el fundador de la LsWO, en Holland, Michigan en marzo de 1999 y luchó su combate de debut el 1 de mayo de 1999, a la edad de quince como "Jimmy Jacobs", perdiendo ante Michael Stryker. Scobille completó su formación en agosto de 1999 y pasó a luchar por varias promociones independientes en el área de Michigan los fines de semana, mientras asistía a la escuela secundaria y trabaja en una compañía de mudanzas de muebles durante la semana. Después de graduarse, asistió a la universidad durante tres años antes de decidirse a centrarse en su carrera de lucha como un trabajo de tiempo completo en mayo de 2005.
Independent Wrestling Association Mid-South (2002–2009)
De 2002 a 2005, Jacobs trabajaban para independiente Wrestling Association Mid-South (IWA Mid-South). En 17 de septiembre de 2004, Jacobs derrotaron delirante en un fósforo de la escalera para ganar el vacante campeonato de IWA Mid-South Heavyweight ligero. El 12 de diciembre, delirante derrotó a Jacobs en una revancha para ganar el título. En 1 de abril de 2005, Jacobs derrotaron Danny Daniels para ganar el Campeonato de peso pesado IWA Mid-South. En una exhibición de AAW en 26 de noviembre de 2005, Jacobs lanzaron el IWA Mid-South Heavyweight Championship en un bote de basura, alegando que necesitaba que me paguen después de la muestra había sido programado para pelear en para el IWA Mid-South ese fin de semana había sido cancelada. En 21 de enero de 2006, han perdido el Campeonato del mundo de IWA Mid-South a Arik Cannon y la promoción de la izquierda. Han vuelto en una aparición sorpresa el 30 de septiembre de 2006 y desde entonces ha hecho más apariciones de sorprender y tenía algunos partidos, sin embargo en un "unofficial" capacidad.  "En 5 de enero de 2007, Jacobs lucharon su primer partido de regreso cuando se enfrentó a su antiguo amigo Josh Abercrombie. Jacobs acabaría por perder ese partido debido a la interferencia exterior. En 12 de abril de 2008, Jacobs derrotaron a largo - nemesis tiempo B.J. Whitmer en un alambre de púas de la cuerda no coincide con para poner fin a su pelea. En 7 de marzo de 2009, Jacobs derrotaron rápido gris Carter para ganar el Campeonato de peso semipesado de IWA-MS por segunda vez. En 5 de junio de 2009, Jason Hades derrotó a Jacobs por el título.
'En aspectos tempranos de ROH y Lacey completo Ángeles' (2003-2007)
Jacobs se unió a anillo del Honor (ROH) en 2003 junto con su rival Alex Shelley con quien pelea contra u ocasionalmente equipo con temprano en ROH. Después Dan Maff dejó la compañía como resultado de un fallout con su entrenador homicidio, Jacobs forman un equipo de la etiqueta con Maff completo expareja, B.J. Whitmer. En 2 de abril de 2005, Jacobs y Whitmer derrotaron a Samoa Joe y Jay Lethal por el vacante campeonato de ROH Tag Team. se perdió el título para el equipo de carnicería en 9 de julio de 2005, pero recuperó el 23 de julio. que llegó a perder el título, esta vez para el equipo de Sal Rinauro y Tony Mamaluke, en 1 de octubre de 2005.
Jacobs y Whitmer siguieron al equipo como parte de los Ángeles de Lacey gestionado por Lacey. El equipo se rompió aparte como Jacobs estaba más preocupado por ganar el afecto de Lacey que ganar los partidos. Jacobs se encendería hacer videos musicales para ROH profesando su amor por Lacey. Después Jacobs y Whitmer se fractura, los dos comenzaron a feuding en brutales combates. En un partido en el desafío del dragón puerta en 30 de marzo de 2006 Whitmer se deslizó en el tensor superior al intentar un super powerbomb que cayó primero Jacobs en cabeza y cuello en las cuerdas y el borde del anillo. Los dos continuaron varios minutos más de lucha. En su rostro el 17 de junio de 2006, Whitmer super lucha Jacobs en la multitud. Jacobs se encendió a Whitmer en Gut Check en 26 de agosto de 2006.
Más tarde se reveló en un storyline que Lacey estaba durmiendo con Colt Cabana. Lacey dispuesto para que los dos a ser un equipo de la etiqueta. Cabana abandonó el equipo porque era molesto en Lacey y trató de explicar a Jacobs que ella utilizaba. Jacobs aceptan aparentemente explicación de Cabana, antes de agredir a lo. Whitmer hizo su manera de volver de una lesión y continuó su problema con Jacobs. Cuando Brent Albright se unió a Angels de Lacey, sus partidos pronto se convirtió en tag team acerca de los partidos, donde enfrentarían Whitmer y Cabana Jacobs y Albright. Progresó más adelante cuando Daizee Haze se unió a Whitmer, y Lacey, a su vez como el líder del grupo, contrató a un "assassin", Mercedes Martínez. En el espectacular de Chicago: Noche 2, Lacey fue herido después de Whitmer, accidentalmente le golpeó en la cara con un pico cuando Jacobs movido fuera del camino.
Jacobs llegaría a hacer su tercer videoclip (en que ha sido descrito como "demented") expresando sus sentimientos en su desfiguración.
En 31 de marzo de 2007, en su ciudad natal de Detroit, Jacobs luchó contra B.J. Whitmer en lo que el Pro Wrestling Torch Boletín llamado un clásico instantáneo. Los dos concluyeron su pelea del año-larga en un fósforo de la jaula de acero. Jacobs ganaron al partido, pero luego, fue anunciado que Jacobs habían perdido un diente y rasgar su ligamento anterior de microfractura (lesión he sufrido anteriormente), y Whitmer había sufrido una lesión en el cuello. Mientras que Jacobs fue herido, ROH decidió continuar la historia de Lacey-Jacobs con 4 pequeñas viñetas que se muestra en YouTube, detallando un viaje que Lacey pasó en Chicago con Jacobs; Después, acompañó a Lacey al ring para sus partidos, en la que aparecían se intercambian personalidades. En agosto de 2007, Jacobs volvieron a ROH ganando a tres partidos recta al derrotar a Rhett Titus el 24 de agosto, Mitch Franklin el 25 de agosto y Chris Hero en 14 de septiembre
La Edad de la caída (2007-2009)
Durante meses que llevaron al regreso de ROH a Chicago hubo mensajes crípticos en un blog de un ROH estable entrando con el nombre de código "Proyecto 161". Después de hacer un exitoso regreso a ROH, Jacobs, el regreso de Necro Butcher y el debutante Tyler Black atacaron a The Briscoe Brothers inmediatamente después de su partido con Kevin Steen y El Generico , que confirmó que Jacobs estaba detrás del Proyecto 161. Jay Briscoe estaba colgado al revés el aparejo que se utilizó para levantar los títulos de la escalera de juego y, como la sangre de Jay goteó sobre Jacobs, anunció el comienzo de La Era de la Caída . El ángulo era tan polémico que ROH decidió eliminar las imágenes de la pay-per-viewque estaba siendo grabado en el evento. Sin embargo, la grabación fue solicitada enérgicamente por los fanes de ROH, por lo que se mostró en el ROH Videowire para la semana del 15 de septiembre, y una "edición de sangre" de su debut aparece en el DVD del evento, Man Up . Más tarde en el evento, Tyler Black y Jack Evans se enfrentaron en un partido oscuro hasta que Jacobs y Necro Butcher se involucraron. El irlandés Airborne (David y Jake Crist) entró en el ring para salvar a Jack Evans, lo que llevó a una pelea de equipo de seis hombres entre The Age of the Fall y el equipo de Evans y el Irish Airborne. El partido terminó sin concurso ya que Necro Butcher atacó al árbitro.
Jacobs (derecha) y Tyler Black en el ring juntos en un evento Pro Wrestling Guerrilla .
El día después de su debut, su sitio web reveló que todas las entradas del blog había sido escrito por Tyler Black . En una entrevista con un sitio web alemán, Jacobs reveló que habría más personas involucradas. Esto fue incorporado en la promoción británica 3CW a principios de noviembre cuando Jacobs fue revelado como el más nuevo miembro de una facción similar en la promoción conocida como The Lost, dirigida por Sean David. Jacobs se enfrentó a Sterling James Keenan el 11 de noviembre en un "Street Fight" en Middlesbrough, Inglaterra.
Una mujer llamada Allison Wonderland también se convertiría en seguidora de Jacobs el 30 de noviembre, debutando en Dayton durante un partido de 4-Way Tag Team Scramble. En Unscripted III , Jacobs derrotó al excampeón del mundo ROH Bryan Danielson con su nuevo finalizador, End Time . En Final Battle 2007, Jacobs y Tyler Black derrotaron a los hermanos Briscoe para ganar el Campeonato Mundial de Tag Team ROH. [6] El 25 de enero de 2008, Jacobs se unió con el regreso Joey Matthews , el más reciente miembro de La Era de la Caída, en un esfuerzo perdedor contra Roderick Strong y Rocky Romero del No Remorse Corps. La noche siguiente, Jacobs y Black perdieron el ROH World Tag Team Championship a Davey Richards y Romero, de No Remorse Corps, en un partido de Ultimate Endurance, también involucrando a Brent Albright y BJ Whitmer de The Hangmen 3 ya Austin Aries y Bryan Danielson. El 22 de febrero de 2008, Jacobs introdujo a Zach Gowen como el más nuevo miembro del grupo. Tras el anuncio, los dos fueron derrotados por el Escuadrón de Buitres de Jigsaw y Ruckus .
El grupo en este momento tenía una invitación abierta para Austin Aries para unirse a ellos, escribir blogs y publicar videos de YouTube sobre y dirigido a él. Tammy Lynn Sytch había hecho una contraoferta a Aries de sus servicios (incluyendo la oferta de dinero y sexo) contra él unirse al grupo. El 30 de marzo de 2008, Aries dejó el anillo con Lacey, que iba a "convencerlo", y se supone que los dos tenían relaciones sexuales. En este show Rain acompañó al grupo al ring, como lo ha hecho en Full Impact Pro, porque el espectáculo estaba en Florida. El 19 de abril, Lacey dejó el grupo, el apartarse con Austin Aries románticamente. Aries también rechazó la invitación en el grupo. Jacobs, con el corazón destrozado por Lacey dejándolo, se derrumbó en el ring a los cantos de "Cry, Jimmy, Cry!" de los ventiladores y siendo cubierto con serpentinas. Más adelante en la demostración Jacobs demostró muestras de una avería mental como él golpeó a sí mismo en la cabeza con su pico de la marca registrada, a la preocupación de sus miembros del grupo del compañero. El evento principal fue cambiado cuando Jacobs se retiró. "El escuadrón del buitre" ( Ruckus , Jigsaw y Jack Evans) fueron golpeados por la combinación de Matthews, Black y Gowen (quien sustituyó a Jacobs). Después del partido Jacobs convocó a Aries y los dos pelearon, antes de que Aries fuera atacado Black, Matthews y Gowen. Jacobs fue a atacar Aries con su espiga, pero se detuvo cuando Lacey le rogó que no lo hiciera. El 25 de octubre, Jacobs y Aries tuvieron un partido Anything Goes donde ganó Jacobs, pero perdió un partido de Cuello de Perro a Aries el 8 de noviembre, después de perder una gran cantidad de sangre. [9] En un partido para terminar la pelea, Jacobs perdió a Aries en un partido "I Quit" en Rising Above . Durante el partido Lacey volvió y casi tiró la toalla para Aries, pero Aries le suplicó que no lo hiciera. Lacey entonces evitó que Tyler Black tirara la toalla para Jacobs, obligando a Jacobs a decir "I Quit".
Como resultado de la pérdida para Aries, Jacobs atacó a Black en Final Battle 2008 en diciembre. Jacobs y Black continuaron peleando durante varios meses, y el 27 de junio, Black derrotó a Jacobs en un combate de jaula de acero. Más tarde, más de una docena de hombres vestidos con ropas negras y máscaras negras subieron a la jaula y atacaron a Negro, mientras Jacobs proclamaba que la Era de la Caída no había terminado. La noche siguiente, después de que Kenta derrotara a Black, Jacobs y sus seguidores atacaron de nuevo a Black y trataron de colgarlo al revés, pero fueron detenidos por Kevin Steen, El Generico y Delirious. Colgaron a Jacobs boca abajo sobre el anillo, con Negro declarando que la Era de la Caída estaba terminada.
Durante mediados de julio de 2009, se reveló que Jacobs había dejado ROH. Un paquete de video fue mostrado en Ring of Honor Wrestling , donde Jacobs anunció que se iba, y más tarde confirmó su salida en una entrevista el 14 de julio.
S.C.U.M (2011-2013)
Jacobs regresó a ROH el 21 de mayo de 2011, cuando fue revelado como el patrocinador de Steve Corino . [10] En las grabaciones del 13 de agosto de Ring of Honor Wrestling , Jacobs luchó su primer combate contra ROH en más de dos años, perdiendo ante Mike Bennett . [11] Después de varios meses de tratar de "purgarse" del mal, Jacobs insinuó un giro de talón en el décimo Aniversario en un partido sin descalificación contra Kevin Steen , pero perdió después de congelarse en estado de shock cuando golpeó a Steen con su pico característico. Más tarde ese mismo mes, en Showdown in the Sun , Jacobs se dio vuelta completamente al ayudar a Steen a vencer a El Genericoen un partido de Last Man Standing el 30 de marzo, y venció al propio Generico la noche siguiente en un partido improvisado. El 12 de mayo, Jacobs y Steen se unieron a Steve Corino para formar el establo SCUM (Suffering, Chaos, Ugliness, and Mayhem). [12] [13] El 15 de septiembre en Death Before Dishonor X: State of Emergency , Jacobs y Corino derrotaron a Charlie Haas y Rhett Titus en la final de un torneo para ganar el Campeonato mundial de equipo de ROH vacante. [14] Perdieron el título a los Hermanos Briscoe (Jay y Mark Briscoe) el 16 de diciembre en la Batalla Final 2012: Día del Juicio Final en un combate a tres bandas, que también incluyó al equipo de Caprice Coleman.y Cedric Alexander . El 23 de junio de 2013, SCUM se vio obligado a disolverse, después de ser derrotado por el Equipo ROH en un partido de Steel Cage Warfare. 
La Década (2013-2016)
En septiembre de 2013, Jacobs regresó a ROH a petición del BJ Whitmer que se retiraba, que intercedió con el compañero de partido Nigel McGuinness en nombre de Jacobs. Como parte de la historia, Jacobs recibió una serie de cinco partidos, con la condición de que si ganaba al menos tres de los partidos, recibiría un partido para el Campeonato Mundial ROH . Jacobs iría a ganar tres de los cinco partidos, y por lo tanto recibió su partido por el título contra el campeón del Mundo de ROH, Adam Cole , sin embargo no tuvo éxito. El 14 de diciembre de 2013, en la Batalla Final 2013 , Jacobs giró de nuevo, junto a BJ Whitmer y Roderick Strong; el trío atacó a Eddie Edwards, con Jacobs cortando una promoción explicando cómo estaba harto de que los luchadores fueran elogiados por abandonar ROH para saltar a grandes promociones de lucha libre (es decir, TNA o WWE). El grupo recién formado pasó a llamarse " La década ".
Después de que Whitmer reclutara exitosamente a Colby Corino, el hijo de 18 años del rival Whitmer Steve Corino para unirse a la Década, la fricción entre Jacobs y Whitmer comenzó a infligir, sintiendo que tomar al hijo de Corino era demasiado, lo que llevó a Jacobs a dejar la Década. El 28 de marzo de 2015, Jacobs perdió ante Whitmer en la Supercard of Honor IX , y fue atacado por Whitmer y The Decade después del partido. Jacobs fue salvado por Lacey, haciendo su primera aparición en la compañía desde 2008, y los dos aceptaron como la "Balada de Lacey". Jacobs también dio un discurso de despedida.

## En lucha
- Movimientos finales
  - Contra Code (Shiranui)[2]
  - End Time[1] (Guillotine choke, sometimes preceded by a snap DDT) – 2007–present
  - Senton[2]

- Movimientos de firma
  - Hurricanrana
  - Berzerker Drop (Inverted double underhook facebuster)[2]
  - Multiple stomps to a grounded opponent
  - Release powerbomb
  - Berzerker Boot (Running arched big boot)[2]
  - Seated chinlock[2]
  - Sidewalk slam
  - Snap suplex
  - Spear
  - Spinning headscissors takedown[2]
  - Springboard dropkick
  - Suicide dive

- Con B.J. Whitmer
  - Doomsday Rana[2]
  - Powerbomb / Contra Code combination

- Con Tyler Black
  - Backbreaker rack by Black followed by a senton by Jacobs
  - Doomsday Rana
  - Powerbomb / Contra Code combination

- Mánagers
  - Becky Bayless[2]
  - Ricky Steamboat[2]
  - Bobby Heenan[2]
  - Scott D'Amore[2]
  - Lacey[2]
  - Dave Prazak[2]
  - Mr. Milo Beasley[2]
  - Sean David
  - Allison Wonderland[2]
  - Rain[4]
  - Brodie Lee[2]

## Campeonatos y logros
- All American Wrestling
  - AAW World Heavyweight Championship (1 vez)[5]
  - AAW Heritage Championship (2 veces)[5]
  - AAW World Tag Team Championship (1 vez) – con Tyler Black[5]

- Pro Wrestling Prestige
  - PWP United States Heavyweight Championship (1 vez, actual)

- Anarchy Championship Wrestling
  - ACW-IWA Texas Heavyweight Championship (1 vez)[6]
  - ACW-IWA Texas Lone Star Classic (2008)[7]

- Border City Wrestling
  - BCW Can-Am Tag Team Championship (1 vez) – con Phil Atlas[2]

- Championship Wrestling of Michigan
  - CWM Tag Team Championship (1 vez) – con Jimmy Shalwin[2]

- Great Canadian Wrestling
  - GCW Ontario Independent Championship (1 vez)[2]
  - GCW Ontario Independent Championship Tournament (2006)[2]

- Great Lakes All-Pro Wrestling
  - GLAPW Cruiserweight Championship  (1 vez)[8]

- Great Lakes Wrestling
  - GLW Cruiserweight Championship (1 vez)[2]

- Independent Wrestling Association Mid-South
  - IWA Mid-South Heavyweight Championship (1 vez)[9]
  - IWA Mid-South Light Heavyweight Championship (2 veces)[10]

- Independent Wrestling Federation of Michigan
  - IWF Michigan Cruiserweight Championship (1 vez)[2]

- Independent Wrestling Revolution
  - IWR King of Indies Championship (1 vez)[11]
  - IWR Tag Team Championship (1 time) – with Amazing N8[2]

- Insanity Pro Wrestling
  - IPW World Heavyweight Championship (1 vez)[12]

- Lakeshore Wrestling Organization
  - LSWO Tag Team Championship (2 veces) – con Jimmy Shalwin (1) y Gavin Starr (1)[2]

- Midwest Pro Wrestling
  - MPW Universal Championship (1 time)[13]

- Mr. Chainsaw Productions Wrestling
  - MCPW World Heavyweight Championship (1 vez)[2]

- National Wrestling Alliance
  - NWA Indiana Heavyweight Championship (1 vez)[2]
  - NWA Iowa Heavyweight Championship (1 vez)[6]

- Powerhouse Championship Wrestling
  - PCW Light Heavyweight Championship (1 vez)[2]

- Price of Glory Wrestling
  - POG Grand Championship (1 vez)[6]
  - Ultimate Ultimate Championship (1 vez)

- Pro Wrestling Federation
  - PWF Tag Team Championship (1 vez) – con The Blitzkrieg Kid[2]

- Pro Wrestling Guerrilla
  - PWG World Tag Team Championship (1 vez) – con Tyler Black[2]

- Pro Wrestling Illustrated
  - PWI ranked him #50 of the top 500 singles wrestlers in the PWI 500 in 2009[14]

- Ring of Honor
  - ROH World Tag Team Championship (5 veces) – con BJ Whitmer (2), Tyler Black (2)[2][15] y Steve Corino(1)

- Superior Championship Wrestling
  - Bella Strap Championship (1 vez)[16]

- Thunder Zone Wrestling
  - TZW Cruiserweight Championship (1 vez)[2]

- westside Xtreme wrestling
  - wXw World Heavyweight Championship (2 veces)[17]

- Xtreme Intense Championship Wrestling
  - XICW Light Heavyweight Championship (5 veces)[6]
  - XICW Tag Team Championship (1 vez) – con Gavin Starr[2]